# Babimost
Babimost (in tedesco Bomst) è un comune urbano-rurale polacco del distretto di Zielona Góra, nel voivodato di Lubusz.
Ricopre una superficie di 92,75 km² e nel 2004 contava 6 506 abitanti.